# Spațiu cultural

Subdiviziunea Europei în funcție de criterii culturale

În antropologie și geografie, o regiune culturală, sferă culturală, arie culturală sau arie de cultură se referă la un spațiu geografic cu o activitate umană (respectiv cu un complex de activități) relativ omogenă (cultură). 

## Legături externe
- en Cultural areas of the world